# Sohland an der Spree
Sohland an der Spree é um município da Alemanha localizado no distrito de Bautzen, região administrativa de Dresden, estado da Saxônia.